# María Arias Delgado
María Arias Delgado (Madrid, 25 de enero de 1936; Madrid, 5 de marzo de 2023) es una investigadora en nematología. Profesora ayudante de Parasitología en la Facultad de Farmacia de la Universidad Complutense de Madrid accedió por oposición al Instituto Español de Entomología del Consejo Superior de Investigaciones Científicas (CSIC), del cual fue vicedirectora desde 1980 a 1985 y en el cual ha trabajado como Investigadora Científica hasta su jubilación en 2001. 
Su formación académica se completó con estancias programadas por el CSIC en diversos centros de investigación europeos especializados en nematología: Laboratorio de Nematología de la Facultad de Agronomía de la Universidad de Wageningen (Holanda), varios cursos en el Laboratorio de Nematología Agraria de Bari (Italia), Estación Agrícola Experimental de Oeiras (Portugal), Departamento de Zoología de la Universidad de Coímbra (Portugal), y realizó comprobaciones en el Instituto de Evolución y Ecología Animal e Instituto de Parasitología de Universidad Estatal de Moscú (Rusia) y el Museo Nacional de Historia Natural de Francia.

## Actividad investigadora
Toda su vida profesional ha estado dedicada a la investigación nematológica, a la enseñanza académica y a la transferencia de tecnología a empresas agrícolas. Fruto de sus investigaciones en los suelos españoles son: la catalogación de los nematodos fitoparásitos de los suelos; ha caracterizado los nematodos fitoparásitos (parásitos de plantas) de cereales, patata, remolacha, tomate, cítricos, frutales, viñedos y especies forestales; ha determinado los Longidoroidea y Trichodoridae fitoparásitos y transmisores de virus; ha estudiado en viñedos la correlación entre nematodos transmisores de virus y el virus del entrenudo corto; ha revisado a la familia Criconematoidea en la península ibérica, ha puesto a punto un procedimiento informático para la identificación de especies de nematodos y ha señalado la utilidad de la biofumigación, como procedimiento biológico alternativo al empleo de nematicidas de síntesis industrial. Sus estudios taxonómicos sobre nematodos del suelo, junto a otros miembros de su equipo en el Instituto de Ciencias Agrarias (CSIC), han servido para poner las bases de la nematología con interés fitosanitario en España: ha descubierto para la ciencia un nuevo género: Paratrophurus loofi Arias, 1970; diez nuevas especies: Aorolaimus capsici, Criconemoides hispalensis, C. montserrati, Longidorus belloi, L. carpetanensis, L. pini, L. unedoi, Paratrichodorus hispanus, Pratylenchus gadeai y Trichodorus castellanensis; y ha descrito como primeras citas en España más de sesenta especies. Estos taxones, junto a una extraordinaria colección de ejemplares obtenidos en prospecciones de los suelos de España, han sido depositados en la colección de nematodos que posee el Museo de Ciencias Naturales de Madrid.

## Publicaciones
Los resultados de sus investigaciones han sido transferidos mediante la edición de 4 libros, 21 capítulos de libro y 74 artículos publicados en revistas de interés científico, así como más de 100 ponencias en congresos nacionales e internacionales.

## Docencia
Ha sido profesora de numerosos cursos de nematología para postgraduados universitarios organizados por el CSIC, la Universidad Politécnica de Valencia y el Ministerio de Agricultura y ha dirigido 6 tesis doctorales en la Universidad Autónoma de Madrid, la Universidad Complutense de Madrid y la Universidad de Extremadura.

## Participación en organizaciones científicas
En 1981 participó en la fundación de la Sociedad Española de Fitopatología —SEF—, y fue secretaria desde 1980 a 1984. Ha sido miembro de la Sociedad Española de la Ciencia del Suelo y de la European Society of Nematologists (ESN), de la que fue presidenta desde 2000 hasta 2002 y formó parte, durante cinco años, del comité: "European Survey of Plant Parasitic Nematodes", de la European Science Foundation y, durante cuatro años, del comité “Scientific Board” de la European Society of Nematologists.

## Algunas publicaciones
- Arias M, Jiménez Millán F, Bello A, López Pedregal JM. Estudio bioestadístico de Tylenchulus semipenetrans Cobb (Nematoda) de varios focos de infección de cítricos españoles. Revista Ibérica de Parasitología, 24:91-104. 1964.
- Arias M. Paratrophurus loofi. Nematologica. Vol 16:47-50. 1970.
- Arias M, Navacerrada G. Geographical distribution of Xiphinema Cobb in Spanish vineyards. Nematol. medit. 1: 28-35. 1973.
- Arias M. Distribución del género Longidorus (Micoletzky, 1922) Filipjev, 1934 (Nematoda: Dorylaimida) en España. Nematol. medit. 5: 45-50. 1977.
- Andrés MF, Arias M, Navas A. Longidorus carpetanensis sp.n. and L. unidoi sp.n. (Nematoda: Longidoridae) from Spain. Revue Nematol. Vol 9: 101-106. 1986.
- Arias M, Roca F. A new Paratrichodorus species (Nematoda: Trichodoridae) from Spain. Nematol. medit. 14: 181-185. 1986.
- Alphey RJW, Arias M, Taylor CE, et al. European Atlas of the Longidoridae and Trichodoridae. European Science Foundation. SCRI. Escocia. 1986.
- Andrés MF, Arias M. A new species of Longidorus (Nematoda: Longidoridae) associated with forest soils and notes on L. congoensis Aboul-Eid and L. intermedius Kozlowska et Seinhorst new record for Spain. Nematologica. Vol 33: 386-392. 1987.
- Andrés MF, Arias M, Rey JM. A computer method for identifying nematod especies. I. Genus Longidorus (Nematoda: Longidoridae). Revue Nematol. Vol 11: 127-133. 1988.
- Andrés MF, Arias M. Longidorus belloi sp. n. (Nematoda: Longidoridae) from Spain. Revue Nematol. Vol 11: 415-421. 1988.
- Arias M, Escuer M. Description of Paralongidorus monegrensis sp.n. and P. iberis sp.n. from Spain and a revised polytomous key of the genus. Fundamental and Applied Nematology 20, 1-14. 1997.
- Arias M, Bello A, González JA, Rodríguez-Kábana R. Alternatives to MethylBromide in the southern European Countries. EU-DG- XI, CSIC, Universidad de La Laguna. 1998.